# إيرادات التذاكر الرياضية
إيرادات التذاكر الرياضية (بالإنجليزية: Gate receipts) أو عوائد البوابة، هي مجموع الأموال المُحصلة من بيع تذاكر الحضور لمنافسة رياضية.
يستعمل مصطلح "البوابة Gate" في المملكة المتحدة أحيانًا للإشارة إلى عدد الجماهير المتواجدة في أرض الملعب أو المنشأة الرياضية.

## فرق كرة القدم
تقوم إدارات الأندية ببيع تذاكر المباريات عبر عدة طرق، أبرزها وأهمها هي "التذاكر الموسمية" التي تتيح للمشجعين حضور كل مباريات الفريق على أرضه خلال الموسم. 
التذاكر الموسمية
عادة ما تحتل التذاكر الموسمية المساحة الأكبر من مقاعد ملعب الفريق، بينما تتبقى مجموعة من التذاكر التي يتم بيعها قبل يوم المباراة والتي تنقسم لعدة درجات بأسعار متفاوتة تختلف من ناد لآخر ومن مباراة لأخرى حسب أهمية المسابقة والمباراة والفريق المنافس، وكذلك حسب المكان في الملعب. 
تذاكر الاستضافة
في السنوات الأخيرة أضيفت تجربة "تذاكر الاستضافة" والتي تمنح المشجعين تجربة استثنائية، حيث تشمل التذكرة مكان مميز في مقصورة خاصة بالملعب، مع تقديم خدمة المشروبات والأطعمة قبل وخلال المباراة والتي يشملها ثمن التذكرة. 
في دوري كرة القدم الإنجليزية، عادةً ما تذهب إيرادات التذاكر إلى الفريق المُضيف (صاحب الأرض)، ومع ذلك بالنسبة لمباريات الكأس، يقتسم الفريقين إيرادات التذاكر بعد خصم النفقات. قبل عام 1983، كان الفريق الضيف يمُنح نسبة مئوية من إيرادات تذاكر مباريات الدوري. كما فرض الدوري الإنجليزي ضريبة على إيرادات التذاكر.  تحصل الأندية المحلية على عوائد التذاكر من الاتحاد إذا تم تأجيل المباراة بسبب مشاركة الفريق الضيف في كأس الاتحاد الإنجليزي أو مباراة كأس الرابطة. 
في الدوري الاسكتلندي لكرة القدم، يحتفظ النادي المضيف بكامل إيرادات التذاكر على جميع مباريات الدوري (بما في ذلك المباريات المهجورة أو المعادة). 

## أنظر أيضا
- فيفا
- كأس العالم
- كرة القدم